# 佩爾卡塔山
16°23′30″S 67°53′58″W / 16.39167°S 67.89944°W
佩爾卡塔山（Pirqata），是玻利維亞的山峰，位於該國西部拉巴斯省的南永加斯省，處於哈蒂科柳山和索拉科柳山東北面、塞爾克庫柳山以東，屬於安第斯山脈中玻利維亞瑞阿爾山脈的一部分。